# (137924) 2000 BD19
(137924) 2000 BD19 — небольшой сближающийся с Землёй астероид из группы Атона, высокоэксцентричная орбита которого проходит через всю внутреннюю часть Солнечной системы. Значение перигелия очень мало. Астероид был открыт 26 января 2000 года в рамках проекта LINEAR в обсерватории Сокорро.

Орбита астероида 2000 BD19
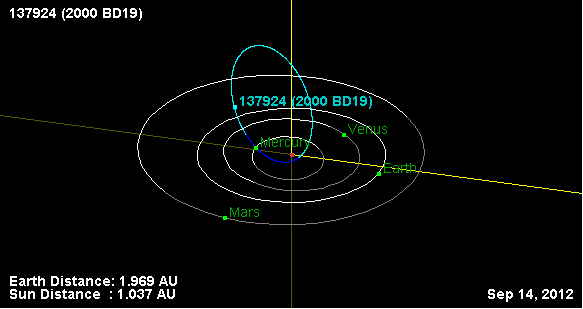
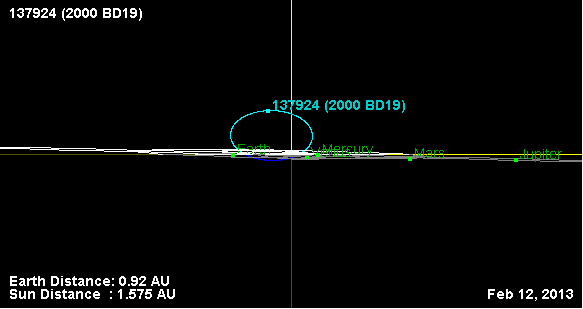
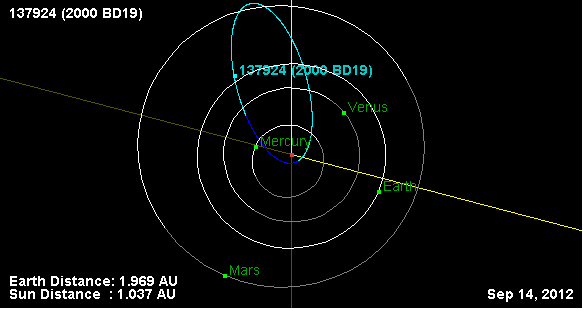

Главной особенностью этого астероида являются значительный эксцентриситет и очень малое перигелийное расстояние. Из-за сильно вытянутой орбиты астероид пересекает орбиты всех четырёх планет земной группы от Меркурия до Марса. В перигелии он приближается к Солнцу до расстояния около 13 млн км, или в 0,092 а. е., что соответствует 38 % большой полуоси орбиты Меркурия (меньше перигелий только у 2006 HY51 — 0,0803 а. е., 2008 FF5 — 0,0789 а. е. и 2005 HC4 — 0,0710 а. е.). В афелии астероид уходит за орбиту Марса до расстояния в 1,661 а. е., занимая по этому показателю третье место среди известных Атонов. Подобная орбита может указывать на то, что объект является выродившейся кометой, исчерпавшей все свои газовые компоненты. Никаких иных данных в пользу этого предположения пока не получено.
Столь значительное изменение расстояния от Солнца приводит к сильным перепадам поверхностной температуры. Вдали от Солнца, за орбитой Марса, астероид нагревается очень слабо и температура всегда ниже 0 °C. Вблизи перигелия его поверхность может разогреваться до 920 K (647 °C), что выше температуры плавления свинца и цинка (и приближается к температуре плавления алюминия). Астероид (137924) 2000 BD19 считается хорошим кандидатом для измерения эффектов общей теории относительности.